# Arslanagića most
Arslanagića most je most u koji premošćuje rijeku Trebišnjicu u Trebinju. S višegradskim i mostarskim mostom, spada među najvrijednije arhitektonske spomenike nastale u vremenu od 15. do 19. stoljeća u Bosni i Hercegovini. Most je nacionalni spomenik Bosne i Hercegovine.
Most je dug 92,25 metara, a kolovoz širok oko 3,60 metara. Sastoji se od dva velika i pet manjih svodova na tri stupa. Veliki svodovi su u prosjeku na 15 metara visine od rijeke. Bočne su strane ograđene korkalukom od kamenih ploča. Stupovi dijele most u omjerima 1:2:2:1, a između njih su četiri polukružna svoda. Ukupan raspon između priobalnih stupova je oko 62,5 metara. Most na desnoj obali ima zaštitne krilne zidove, a na lijevoj obali prilaznu rampu te dvije razine, od kojih se na nižoj nalaze otvori za slučaj velikog vodostaja.
Prvotna pozicija mosta bila je na prometnici koja je povezivala Dubrovnik i Herceg Novi s Carigradskim drumom, najkraćom kopnenom poveznicom Carigrada s Bečom i Venecijom. Sagrađen je najvjerojatnije 1573./1574. godine kao zadužbina Mehmed-paše Sokolovića, a prvi pisani tragovi o njemu datiraju iz 1575. godine u knjizi Lettere e comissioni di Levante XXXIII, folio 19. Graditelj mosta se ne zna sa sigurnošću, ali se pretpostavlja da je bio iz škole Mimara Sinana, velikog graditelja Osmanskog Carstva. Moguće je da je to bio i Mimar Hajrudin (graditelj mostarskog mosta) te da su na njemu radili dubrovački majstori. Ime je najvjerojatnije dobio po Arslan-agi koji je krajem 17. stoljeća iz Herceg Novog došao u Trebinje te dobio dopuštenje sultana da naplaćuje mostarinu. Arslan-aga je na njemu sagradio stražarnicu s masivnim vratima u prizemlju te sobu za čuvara na katu, ali je ona srušena prilikom popravka mosta 1890.
Luk s lijeve strane mosta dug 8 metara bio je porušen 1943., za vrijeme Drugog svjetskog rata. Prvotno je bio ojačan konstrukcijom od drveta, a 1956. dio koji je bio porušen ponovno je izgrađen od betona. Izgradnjom akumulacijskog jezera Gorica 1965. te njegovim probnim punjenjem most je bio potopljen do 1966. nakon čega je jezero bilo ispražnjeno te se pristupilo prenošenju mosta na drugu lokaciju. Demontaža i obilježavanje kamenja trajalo je dva mjeseca, a rekonstrukcija na novoj lokaciji trajala je od 1970. do 1972.
Most se danas nalazi između naselja Gradina na desnoj obali rijeke i naselja Police na lijevoj obali, a u uporabi je i naziv Perovića most.